# Bionicle: Matoran Adventures
Bionicle: Matoran Adventures — компьютерная игра в жанре платформер 2002 года, основанная на франшизе Lego Bionicle. Она была разработана Argonaut Games и издана Electronic Arts и Lego Interactive для Game Boy Advance. Игрок управляет Маторанами и Турагами, которые отражают вторжение насекомоподобных роботов Бороков, угрожающих безопасности острова Мата Нуи.
Matoran Adventures получила смешанные отзывы критиков. Рецензенты высоко оценили игровой процесс и атмосферу игры, сравнивая её с The Lost Vikings 1993 года, однако раскритиковали короткую продолжительность сюжетной кампании и отсутствие разнообразия во внутриигровом контенте.

## Игровой процесс и сюжет

Для преодоления препятствий на уровне игрок должен переключаться между Матораном и Турагой

События Matoran Adventures разворачиваются на вымышленном острове Мата Нуи, «тропическом рае», разделённом на шесть регионов, каждый из которых символизирует определённую стихию: водный регион Га-Вахи, регион джунглей Ли-Вахи, ледяной и горный регион Ко-Вахи, подземный регион Ону-Вахи, пустынный регион По-Вахи и вулканический регион Та-Вахи — каждому из них отведён собственный уровень. По сюжету игры, Матораны пытаются отразить вторжение насекомоподобных роботов Бороков. В мифологии Lego Bionicle Бороки потерпели поражение от рук Тоа.
Matoran Adventures — платформер с видом сбоку, в котором присутствуют элементы головоломки. Игрок выбирает один из трёх уровней сложности — лёгкий, средний или тяжёлый. В игре используется механика смены персонажей, которая была ранее реализована в The Lost Vikings. По мере необходимости игрок переключается между Маторанами и Турагами, чтобы завершить очередной этап. Матораны могут высоко прыгать и бросать диски во встречающихся на пути противников, а Тураги, которые не в состоянии оттолкнуться от земли, — активировать переключатели и разрушать препятствия с помощью стихийных атак. Всего в игре шесть уровней и три битвы с боссами. По мере прохождения игрок может улучшить оружие Маторанов. По уровням разбросаны части масок, после восстановления которых открываются новые игровые персонажи; с начала игры доступен Маторан Ли-Вахи по имени Конгу — остальные протагонисты заблокированы.

## Разработка и выпуск
За создание Matoran Adventures отвечала британская компания Argonaut Games, которая приобрела известность в игровой индустрии после выхода Star Fox в 1993 году. Это была вторая игра о Bionicle для Game Boy Advance после Lego Bionicle: Quest for the Toa от Saffire. На момент создания Matoran Adventures Argonaut также планировала выпустить ещё одну игру по франшизе для домашних консолей, которая, в конечном итоге, поступила в продажу в 2003 году. Electronic Arts издала Matoran Adventures совместно с Lego Interactive одновременно с двумя другими играми по лицензии Lego — Drome Racers и Galidor: Defenders of the Outer Dimension. Сотрудничая с EA, Lego планировала охватить аудиторию молодых геймеров в возрасте от 6 до 12 лет.
Разработчики показали первые скриншоты игры на выставке E3 2002, где также обозначили примерную дату выхода — конец 2002 года. Matoran Adventures была одной из пяти игр для Game Boy Advance, которые EA презентовала на этом мероприятии. В июле 2002 года создатели раскрыли первые детали игрового процесса во время выставки EA «Camp EA»; в то время Крейг Харрис из IGN считал, что ранняя версия игры, которую он охарактеризовал, как «недоделанную альфу», выглядела «гораздо лучше», чем Quest for the Toa. В августе, когда дата выпуска по-прежнему не была известна, в сети появились новые игровые скриншоты. Американский выпуск Matoran Adventures состоялся 28 октября, а в Европе игра вышла 1 ноября.

## Восприятие
| Иноязычные издания | Иноязычные издания |
| Издание            | Оценка             |
| ------------------ | ------------------ |
| Game Informer      | 7,75 из 10         |
| GameZone           | 7,2 из 10          |
| IGN                | 3,0 из 10          |
| Planet Gameboy     | 43 %               |
| Total Advance      | 74 %               |

Matoran Adventures получила смешанные отзывы критиков. Рецензенты хвалили её за игровой процесс и атмосферу, но, в то же время, критиковали короткую продолжительность и отсутствие разнообразия во внутриигровом контенте. Мэтт Хельгесон назвал Matoran Adventures «на удивление насыщенной» и «более чем неплохой игрой для GBA, с которой мне довелось познакомиться за долгое время», похвалив игровой процесс и сравнив её с The Lost Vikings. Рецензент Total Advance Джем Робертс также высоко оценил игровой процесс, охарактеризовав его как «удивительно захватывающий» и «очаровывающий», и отдал игре предпочтение в сравнении с Quest for the Toa. Тем не менее, Робертс сетовал на быстрое прохождение игры, которое заняло у него «примерно три часа». Майкл Лафферти из GameZone назвал Matoran Adventures «достойным и неплохим развлечением» из-за её «атмосферы и новаторских идей» в рамках вселенной Bionicle, но в целом посчитал её «непримечательной аркадой».
Planet Gameboy раскритиковал Matoran Adventures как «лишённую изюминки» и «скучную» игру и посоветовал читателям издания приобрести конструктор Lego вместо неё. Адам Тирни из IGN назвал игру «безвкусной и провисающей», а также «платформером ниже среднего». Также он раскритиковал визуальную составляющую игры, дёргающуюся камеру, короткую продолжительность и большое количество «прыжков веры», из-за которых он неоднократно умирал при падении в яму.